# Artaud II de Pallars Sobirà
Artaud II de Pallars Sobirà, né vers 1060 et mort vers 1124, est comte de Pallars Sobirà de 1081 à sa mort. Il succède à son père Artaud Ier, comte de Pallars Sobirà.

## Biographie
Les origines d'Artaud II sont obscures : ni sa date, ni son lieu de naissance ne sont connus. Il est le fils aîné du comte de Pallars Sobirà Artaud Ier et de son épouse Lucie de la Marche. Celle-ci est la sœur d'Almodis de la Marche, épouse du puissant comte de Barcelone, Raimond-Bérenger Ier. Il a pour frère Odon, évêque d'Urgell. Il succède à son père à la mort de celui-ci, en 1081.
Il lutte contre les musulmans de la Marche supérieure d'al-Andalus et est fait prisonnier. Il est gardé plusieurs années en captivité.
Il meurt vers 1115. Son fils aîné, Artaud III lui succède.

## Mariages et descendance
Artaud II épouse avant 1083 Aldonça de Tordesillas, fille de Martin Pérez de Tordesillas. De cette union sont issus deux enfants :
- Artaud III (?-1167), comte de Pallars Sobirà ;
- Marie de Pallars Sobirà (?-?), mariée à Loup Garçés le Pèlerin, seigneur d'Alagon.

### Sources et bibliographie
- (ca) Cet article est partiellement ou en totalité issu de l’article de Wikipédia en catalan intitulé « Artau II de Pallars Sobirà » (voir la liste des auteurs).
- (ca) Armand de Fluvià (préf. Josep M. Salrach), Els primitius comtats i vescomptats de Catalunya : Cronologia de comtes i vescomtes, Barcelone, Enciclopèdia catalana, coll. « Biblioteca universitària » (no 11), avril 1989, 238 p. (ISBN 978-84-7739-076-3), p. 93